# Джангобегов Анзор Соломонович
Анзо́р Соломо́нович Джангобе́гов (Джангобеков) — (народився 6 серпня 1939 року, Бакуріані, Грузія) видатний спортсмен, радянський та український самбіст й дзюдоїст, заслужений тренер, заслужений майстер спорту СРСР міжнародного класу з самбо (1969 р.), заслуженим працівником фізичної культури і спорту України (2011 р.) та почесним майстром спорту СРСР. У період з 1963 по 1973 рік входив до складу збірної команди СРСР із самбо та дзюдо, ставав чемпіоном СРСР у 1964, 1966 і 1969 роках, а також чемпіоном Європи з самбо у 1972 і 1973 роках. Підготував понад 200 майстрів спорту України, зокрема 43 майстри спорту міжнародного класу. Серед його вихованців — чемпіони Європи, світу та СРСР, включаючи таких видатних спортсменів, як Ростислав Борисенко, Сергій Сербін та інші.
Освіта та професійна діяльність
Джангобегов закінчив Київський державний інститут фізичної культури і спорту у 1971 році, отримавши кваліфікацію спеціаліста у сфері фізичної культури. З 1963 по 1980 рік працював тренером-викладачем із самбо та дзюдо в ЦСК ФСТ «Динамо». У цей період він займався спортивно-виховною роботою з дітьми та підлітками, а також підготовкою спортсменів у системі МВС СРСР. Його внесок у розвиток методики підготовки спортсменів був високо оцінений.
З 1980 року Джангобегов очолював спеціалізовану програму підготовки молодих спортсменів у МВС СРСР, а з 1992 року обіймав ключові посади в Національній федерації самбо України.
Громадська діяльність
Джангобегов активно брав участь у реалізації соціальних проєктів, спрямованих на підтримку молоді та дітей. Він був ініціатором програм «САМБО в кожній школі» та «Забери дитину з вулиці», головною метою яких було залучення дітей із малозабезпечених сімей до занять спортом. Його діяльність сприяла розвитку фізичної, моральної та патріотичної підготовки молодого покоління.

## Біографія
Його діда розстріляли в 1937-му, батька — 1943 року. Мама Тамара — учителька, весь час змушена була шукати роботу (дружина «ворога народу»), Анзора ростила бабуся.
У Тбіліський інститут фізкультури не прийняли — під час іспиту двічі клав суперника на лопатки, але не зарахували; тоді за третім разом кинув його на стіл екзаменаційної комісії, Анзора назвали хуліганом. Вирішив не здаватися, приїхав до України. Неодноразово ставав чемпіоном СРСР по самбо:  у  1964 (Москва), 1966 (Тбілісі) та 1969(Дзержинськ) роках. Чемпіон Японії 1966 року з бойового самбо.
З 1962 року почав займатися тренерською діяльністю. За свою трудову кар'єру підготував немало відомих спортсменів, переможців міжнародних змагань, олімпіад. Працював із складними підлітками.
Свого часу спарингував із Сергієм Мельниченком.
Закінчив київський Інститут фізкультури. 45 років працював тренером.
Значущість особистості
Анзор Соломонович Джангобегов — це легенда українського і світового спорту, приклад самовідданого служіння своїй справі. Його робота не лише забезпечила високі спортивні результати, а й заклала основи для гармонійного виховання молоді. Завдяки його зусиллям були розроблені та впроваджені передові методики підготовки спортсменів, які й досі використовуються у спортивній практиці.
Джангобегов продовжує впливати на розвиток самбо в Україні, залишаючись членом тренерського складу національних збірних команд і беручи активну участь у діяльності Національної федерації самбо України. Його ім'я назавжди залишиться в історії спорту як символ видатного професіоналізму та відданості своїй справі.